# Dieter Dorn
Dieter Dorn  (Leipzig, 1935) és un actor i director teatral alemany.
Va ser deixeble de Hilde Körber o Lucie Höflich entre d'altres i durant els anys 60 va debutar com a director. Després d'exiliar-se d'Alemanya Oriental va treballar a Hannover, Hamburg i Essen.
El 1983 va ser nomenat director del Münchner Kammerspiele des d'on ha produït diverses adaptacions d'obres clàssiques i òperes. El 2001 va ser nomenat director del Bayerischen Staatsschauspiel.